# Meiose

Zwei menschliche homologe Chromosomen 3 während der Spermatogenese. Die kurzen Arme (in blau) sind bereits gepaart, die langen (in rot) noch nicht. Die Chromosomenenden (Telomere) sind zusätzlich in der jeweils anderen Farbe dargestellt. Autofluoreszenz in grün.

Als Meiose (von griechisch μείωσις meiosis 'Verminderung', 'Verkleinerung') oder Reifeteilung wird eine besondere Art der Kernteilung eukaryotischer Zellen bezeichnet, bei der in zwei Schritten – Meiose I und Meiose II – die Anzahl der Chromosomen halbiert wird und genetisch voneinander verschiedene Zellkerne entstehen. Damit unterscheidet sich die Meiose grundlegend von der gewöhnlichen Kernteilung, der Mitose, die den Chromosomenbestand unverändert lässt und genetisch identische Zellkerne hervorbringt.
Der Ausdruck Reduktionsteilung wird unterschiedlich gebraucht: in weitem Sinn synonym zu Meiose, im engen Sinn für den ersten ihrer beiden Teilschritte, also synonym zu Meiose I.
Die Meiose ist eines der wichtigsten Ereignisse bei der geschlechtlichen Fortpflanzung. Die Halbierung des Chromosomenbestands bei der Meiose gleicht die Verdoppelung aus, die bei der Verschmelzung eines väterlichen und eines mütterlichen Zellkerns (Karyogamie) im Zuge der Befruchtung erfolgt. Ohne diesen Ausgleich würde sich die Chromosomenzahl mit jeder Generation verdoppeln. Die Abfolge dieser beiden Prozesse wird als Kernphasenwechsel bezeichnet, das Vorhandensein nur eines einfachen Chromosomensatzes als Haploidie und der Zustand nach der Befruchtung als Diploidie. (Es gibt allerdings auch polyploide Lebewesen mit höheren Ploidiegraden.)
Bei vielzelligen Tieren und beim Menschen sind die beiden meiotischen Teilungen die letzten Kernteilungen bei der Spermatogenese bzw. während und nach der Oogenese, also bei der Bildung der Gameten (Spermien und Eizellen). Dagegen finden bei Pflanzen zwischen der Meiose und der Bildung der Gameten Mitosen statt; die haploide Phase ist bei ihnen also nicht auf die Gameten beschränkt, sondern bildet eine eigene haploide Generation. Diese ist bei den Samenpflanzen allerdings sehr klein und besteht nur aus wenigen Zellen (Pollenkorn und Embryosack). Bei Pilzen, Algen und einzelligen Eukaryoten kommen verschiedene Abfolgen von Meiose und Mitose vor.
Vor der Meiose (ebenso wie vor der Mitose) werden die Chromosomen intern verdoppelt, sodass sie dann aus je zwei identischen Chromatiden bestehen. Zu Beginn der Meiose I werden die homologen Chromosomen mütterlicher und väterlicher Herkunft durch Aneinanderlagerung gepaart. In diesem Zustand kommt es sehr häufig zu einem gegenseitigen Austausch von Teilabschnitten (Crossing-over), wodurch neu zusammengesetzte Chromosomen mit genetisch verschiedener Kombination entstehen. Danach werden die Chromosomen eines Paares getrennt und zufällig je einem der beiden Tochterkerne zugeteilt. Auf diese Weise wird der Ploidiegrad reduziert, und die Tochterkerne sind infolge der zufälligen Verteilung genetisch verschieden. Die Chromosomen bestehen aber weiterhin aus zwei Chromatiden, die zudem meistens infolge des Crossing-overs genetisch verschieden sind. Deshalb folgt nun die Meiose II als obligater zweiter Schritt, bei dem wie bei einer gewöhnlichen Mitose die Schwesterchromatiden getrennt werden. Insgesamt gehen so aus einem diploiden Zellkern vier genetisch unterschiedliche haploide Kerne hervor.
Die auf diese Weise erfolgende Neuzusammensetzung (Rekombination) des mütterlichen und väterlichen Anteils des Erbguts ist neben der Reduktion des Ploidiegrads die zweite wesentliche Funktion der Meiose. Sie führt dazu, dass Nachkommen mit einer Kombination von Eigenschaften entstehen können, die es zuvor nicht gegeben hat.

## Entdeckung und Bezeichnungen
Nachdem Édouard van Beneden 1883 beschrieben hatte, dass bei der Befruchtung der Eizelle des Spulwurms (Ascaris) die Chromosomenzahl verdoppelt wird, postulierten Eduard Strasburger und August Weismann, dass zum Ausgleich bei der Bildung der Gameten eine Reduktionsteilung stattfinden müsse. Diese wurde erstmals 1890 durch Oscar Hertwig vollständig und in bis heute gültiger Weise ebenfalls beim Spulwurm beschrieben. Zu dieser Zeit kannte man die Chromosomen als Strukturen, die bei der Kernteilung auftreten, wusste aber nichts über ihre Funktion. Erst nachdem im Jahr 1900 die bis dahin unbeachteten Regeln der Vererbung, die der Augustinermönch Gregor Mendel aufgeklärt und schon 1866 beschrieben hatte, von mehreren Wissenschaftlern wiederentdeckt und bestätigt wurden, bemerkte Walter Sutton 1902 die Übereinstimmung des Verhaltens der Chromosomen mit Mendels Regeln und vermutete deshalb einen Zusammenhang. 1904 postulierte dann Theodor Boveri, dass die Chromosomen die materiellen Träger der Erbanlagen seien (Chromosomentheorie der Vererbung).
Die Bezeichnung Meiosis prägten Farmer und Moore 1905.
Die zwei Abschnitte der Meiose wurden von verschiedenen Autoren unterschiedlich bezeichnet:
- Erster Abschnitt: 1. meiotische Teilung, 1. Reifeteilung, Meiose I oder Reduktionsteilung
- Zweiter Abschnitt: 2. meiotische Teilung, 2. Reifeteilung, Meiose II oder Äquationsteilung.

Die Bezeichnung „Reduktionsteilung“ wird auch für die Meiose insgesamt verwendet.

## Zeitpunkt im Lebenszyklus
Den Wechsel zwischen einer haploiden und einer diploiden Phase im Zuge der geschlechtlichen Fortpflanzung bezeichnet man als Kernphasenwechsel. Dieser kann in mehreren Varianten auftreten. Beim Menschen wie bei allen vielzelligen Tieren steht die diploide Phase ganz im Vordergrund; nur die Gameten sind haploid. Solche Organismen bezeichnet man als Diplonten. Den umgekehrten Fall repräsentieren viele Pilze, viele Algen und manche Einzeller (Flagellaten), die normalerweise haploid sind und deren diploide Phase auf die Zygote beschränkt ist (Haplonten). Drittens gibt es Diplohaplonten, bei denen sich haploide und diploide Generationen abwechseln, so bei allen Pflanzen und den meisten Algen. Bei Organismen mit höheren Ploidiegraden kommt es während der Meiose ebenfalls zu einer Halbierung, etwa von tetraploid (vier Chromosomensätze) auf diploid.
Bei der asexuellen Fortpflanzung findet kein Kernphasenwechsel und somit auch keine Meiose statt. Sie tritt in zahlreichen Formen weit verbreitet bei Pflanzen, Algen, Pilzen und Niederen Tieren auf. Davon zu unterscheiden ist die unisexuelle Fortpflanzung, bei der weibliche Individuen ohne Befruchtung Nachkommen hervorbringen. Diese wird bei Tieren als Parthenogenese oder Jungfernzeugung bezeichnet. Dabei kann die Meiose ganz unterbleiben oder durch eine anschließende Karyogamie wieder rückgängig gemacht werden. Parthenogenese ist im Tierreich (mit Ausnahme der Säugetiere) weit verbreitet. Zumeist erfolgt sie im Wechsel mit der sexuellen Fortpflanzung; letztere kann aber auch ganz wegfallen. Eine Tiergruppe, bei der dies offenbar schon seit Millionen von Jahren der Fall ist, sind die zu den Rädertierchen gerechneten Bdelloida. Viele Blütenpflanzen können ohne Befruchtung Samen bilden (Agamospermie). Dies kann sowohl unisexuell geschehen, indem die Meiose unterbleibt (so bei verschiedenen Korbblütlern wie etwa dem Löwenzahn), als auch asexuell, indem der Embryo aus vegetativem Gewebe hervorgeht (etwa bei den Zitrusgewächsen).

## Ablauf der normalen Meiose
Bei den weitaus meisten Organismen liegt die chiasmatische Meiose vor, auch beim Menschen. Sie wird in diesem Abschnitt beschrieben. (Zu den anderen Varianten siehe weiter unten.)

### Übersicht
Wie bei der normalen Kernteilung, der Mitose, ist auch der Meiose eine DNA-Replikation vorgeschaltet. Der diploide (2 n) Zellkern hat also Zwei-Chromatiden-Chromosomen und somit von einem Chromosomen-Typ (zum Beispiel vom Chromosom 1) insgesamt vier Exemplare des DNA-Doppelstrangs (4 c) in vier Chromatiden. Durch die Meiose werden aus diesem einen Zellkern vier Zellkerne mit haploidem (1 n), nicht verdoppeltem (1 c) Chromosomensatz erzeugt, wobei sich alle vier Kerne genetisch unterscheiden.
Sowohl die erste als auch die zweite meiotische Teilung wird, wie die Mitose, in Prophase, Metaphase, Anaphase und Telophase unterteilt. Die Vorgänge, die in Pro-, Meta- und Anaphase der Meiose I ablaufen, unterscheiden sich jedoch wesentlich sowohl von denen bei der Mitose, als auch von der Meiose II. Die Prophase I, also die Prophase der ersten meiotischen Teilung, wird auf Grund der vielen aufeinander folgenden Vorgänge noch in Unterphasen aufgeteilt.

Schema der Meiose. In diesem Beispiel sind drei Paare homologer Chromosomen mit je zwei Chromatiden dargestellt und deren Anteile je blau bzw. rot gekennzeichnet nach dem Elternteil, von dem sie geerbt wurden. Außerdem sind Mikrotubuli und Centrosomen (beide gelb-orange) dargestellt, um die Phasen der Teilungen besser unterscheiden zu können. Auf (1) Prophase I (hier dargestellt in der Unterphase der Diakinese), (2) Metaphase I, (3) Anaphase I, (4) Telophase I der ersten meiotischen Teilung folgt – nach einer hier nicht dargestellten Zwischenphase der Interkinese – die zweite meiotische Teilung mit (5) Prophase II, (6) Metaphase II, (7) Anaphase II, (8) Telophase II.

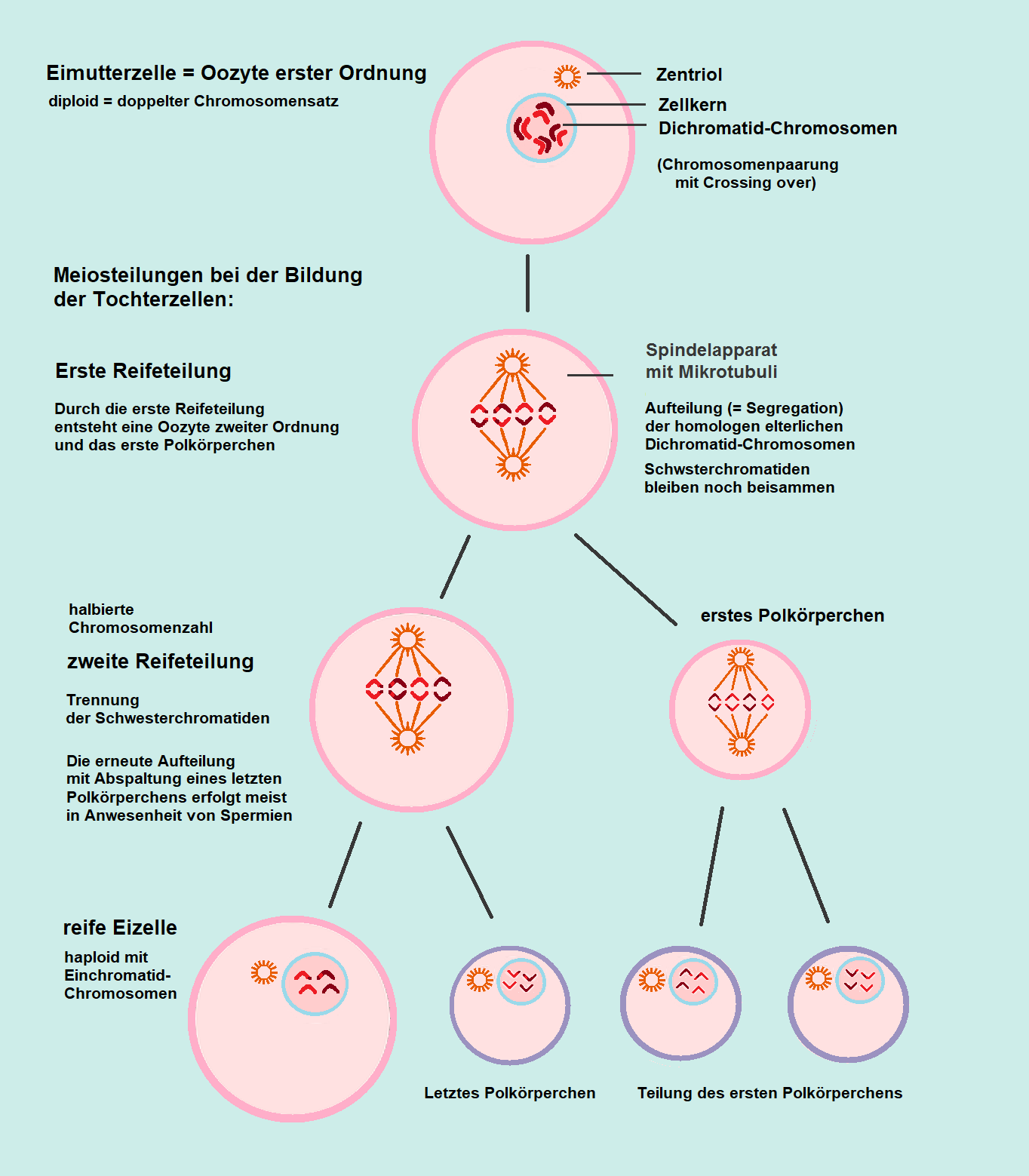
Entstehung der reifen Eizelle und der insgesamt drei Polkörperchen aus der Eimutterzelle (primäre Oozyte)

Das Ergebnis sind bei der Spermatogenese vier gleich große Gameten. Bei der Oogenese entstehen (beim Menschen und bei Tieren) unterschiedlich große Tochterzellen, von denen nur eine mit großem Zellvolumen zur Eizelle wird; die kleinen werden zu Polkörperchen.

### Meiose I (Reduktionsteilung)
In der Prophase der Meiose I, genauer im Pachytän, geschieht die Rekombination zwischen homologen Chromosomen. Im Gegensatz zur Mitose und Meiose II werden in der Anaphase der Meiose I die Schwesterchromatiden nicht getrennt, sondern bleiben über ihr Centromer aneinander gebunden. Stattdessen werden die homologen Chromosomen aufgeteilt.

#### Prophase I

3D-Darstellung eines Zellkerns aus einem menschlichen Hoden im Zygotän. Mit Fluoreszenz-in-Situ-Hybridisierung wurden die beiden Arme des Chromosoms 3 sowie die Chromosomenenden (Telomere) abwechselnd in rot und blau markiert. Die Paarung hat am kurzen Arm (blau) bereits begonnen, am langen noch nicht. Die Autofluoreszenz in grün lässt erkennen, dass sich die Telomere alle an der Kernoberfläche befinden.

Die 1. meiotische Teilung beginnt mit der Prophase I. Diese wird in fünf Stadien unterteilt:
- Im Leptotän (von gr. leptós ‚dünn‘ und lat. taenia ‚Band‘) beginnen die Chromosomen zu kondensieren. Bis zum Ende der Prophase I sind die Enden der Chromosomen, die Telomere, an der inneren Zellkernmembran befestigt. Jedes Chromosom besteht aus zwei identischen Chromatiden.
- Das Zygotän (gr. zygón ‚Joch‘) ist durch die Paarung der homologen Chromosomen gekennzeichnet, also die Aneinanderlagerung der von den beiden Eltern erhaltenen Exemplare eines Chromosomentyps. Diese exakte Chromosomenpaarung, auch Synapsis genannt, verläuft von den Enden her reißverschlussartig, indem sich zwischen beiden Chromosomensträngen der synaptonemale Komplex bildet, der beide Stränge zusammenhält.
- Im Pachytän (gr. pachýs ‚dick‘) kommt es zur weiteren Kondensation und die gepaarten Chromosomen bilden als Bivalent je eine aus vier Chromatiden bestehende Tetrade. In dieser Phase ereignet sich das Crossing-over, womit der Austausch homologer Chromatiden-Abschnitte zwischen Nicht-Schwesterchromatiden von gepaarten Chromosomen eingeleitet wird. Der synaptonemale Komplex zerfällt danach wieder.
- Im Diplotän (gr. diplóos ‚doppelt‘) zeigen sich daher die Paare zweier Chromosomen deutlich mit je voneinander abgesetzten doppelten Chromatiden. Nun fallen an den Tetraden als sogenannte Chiasmata jene Stellen auf, wo zwei der vier Chromatiden kreuzweise untereinander verbunden sind, wenn denn ein Crossover stattgefunden hat.
- Mit der Diakinese (gr. diakinein ‚in Bewegung bringen‘) endet die Prophase I, indem die Chromatidentetraden sich verkürzen, der Nucleolus sich auflöst, die Hülle des Zellkerns sich zerlegt und der Spindelapparat gebildet wird.

#### Die Paarung von Geschlechtschromosomen
Als Geschlechtschromosomen oder Gonosomen werden solche Chromosomen bezeichnet, die sich in den beiden Geschlechtern unterscheiden. Beispielsweise liegen bei Säugern im weiblichen Geschlecht zwei X-Chromosomen vor, im männlichen Geschlecht aber ein X- und ein Y-Chromosom. In der Prophase I können sich daher im weiblichen Geschlecht die beiden X-Chromosomen ebenso paaren wie alle anderen Chromosomen, die Autosomen. Im männlichen Geschlecht ist dies so nicht möglich, da sich X- und Y-Chromosom in der Sequenz und auch in der Länge wesentlich unterscheiden.
Es gibt aber an den Enden von X- und Y-Chromosom jeweils ein Pseudoautosomale Region, in der sich die Sequenz auf X- und Y-Chromosomen (wie bei zwei homologen Autosomen) gleicht. In diesen Abschnitten ist eine Paarung und auch ein Crossing-Over möglich. Auch im männlichen Geschlecht werden die beiden Geschlechtschromosomen bei der anschließenden Meta- und Anaphase als ein Chromosomenpaar erkannt.

#### Metaphase I, Anaphase I und Telophase I
In der Metaphase I versammeln sich die gepaarten Chromosomen in der Äquatorialebene des Spindelapparats. Auch in dieser Phase können im Lichtmikroskop die Chiasmata sichtbar werden. In der anschließenden Anaphase I werden im Gegensatz zur mitotischen Anaphase nicht einzelne Chromatiden, sondern Chromatidenpaare zu den beiden Spindelpolen bewegt. Auf Grund des vorangegangenen Cross-overs sind die beiden zusammenhängenden Chromatiden jedoch nicht mehr identisch.
In der Telophase I liegt an jedem Pol dann jeweils nur noch ein Chromosom (mit zwei Chromatiden) jedes Typs vor. Es ist also zu einer Reduktion der Chromosomenzahl gekommen. Wie bei der mitotischen Telophase dekondensieren die Chromosomen nun und die Kernhülle bildet sich wieder. An die abgeschlossene Kernteilung schließt sich eine Zellteilung an. Der anschließende Zeitraum bis zum Beginn der zweiten mitotischen Teilung wird als Interkinese bezeichnet.

#### Beispiel Mensch
Bei einem menschlichen euploiden Chromosomensatz enthält der Zellkern der diploiden Zelle vor der meiotischen Teilung 23 Paare duplizierter Chromosomen, also 46 Chromosomen bzw. 92 Chromatiden. Nach der Meiose I hat jeder der beiden Tochterkerne 23 Chromosomen erhalten, die je aus einem Chromatidenpaar bestehen, also 46 Chromatiden. Dies entspricht mengenmäßig einem haploiden Chromosomensatzes (1 n), der verdoppelt wurde (C-Wert 2 c). Wenn die vormaligen Schwesterchromatiden jedoch infolge eines Crossing-over teilweise unterschiedliche DNA-Sequenzen enthalten, kann man den Satz von Chromosomen streng genommen nicht mehr „haploid“ nennen. Zwar gleicht er der Zahl an Chromosomen nach einem haploiden, doch ist manches Gen nun mit mehr als je einem Allel vorhanden.

### Meiose II (Äquationsteilung)
Im Anschluss an die Interkinese folgt die Meiose II. Sie entspricht vom Ablauf her einer Mitose mit dem einzigen Unterschied, dass infolge des Crossing-overs bei den betreffenden Chromosomen die Chromatiden nicht identisch sind.
Nach dem Kondensieren der Chromosomen in der Prophase II werden die noch aus zwei Chromatiden bestehenden Chromosomen in der Metaphase II in der Äquatorialebene angeordnet, am Centromer getrennt und in der Anaphase II einzeln den Tochterkernen zugeteilt.
Die aus der Telophase II hervorgehenden Zellkerne enthalten damit jeweils einen haploiden, unverdoppelten Chromosomensatz (1 n; 1 c). Somit sind die vier Chromatiden einer jeden Tetrade der Prophase I jeweils zufällig auf vier verschiedene haploide Zellkerne verteilt worden.

## Varianten des Ablaufs
Neben der chiasmatischen Meiose, die bei den weitaus meisten Organismen vorliegt und wie oben beschrieben abläuft, gibt es noch zwei weitere Varianten:
- die achiasmatische Meiose, bei der kein genetischer Austausch zwischen homologen Chromosomen erfolgt und daher keine Chiasmata entstehen,
- die umgekehrte Meiose, bei der erst eine Äquationsteilung und danach die Reduktionsteilung stattfindet.

Achiasmatische Meiosen wurden vereinzelt in vielen taxonomischen Gruppen wirbelloser Tiere beschrieben, insbesondere bei Insekten, sowie bei einer Schachblume (Fritillaria japonica, ein Liliengewächs). Als Regelfall tritt sie bei Schmetterlingen und bei Köcherfliegen auf. Sehr häufig ist sie außerdem bei Enchyträen, einer Familie der Ringelwürmer, und bei Zweiflüglern. Dabei kann nur ein Geschlecht betroffen sein, so bei den Schmetterlingen das weibliche und bei Zweiflüglern das männliche, oder beide wie bei manchen Enchyträen. In der Evolution ist die achiasmatische Meiose wahrscheinlich viele Male unabhängig aus der chiasmatischen hervorgegangen.
Auch umgekehrte Meiosen sind vor allem bei Insekten bekannt, insbesondere bei Schildläusen, Blattläusen und Wanzen, aber auch bei anderen Tieren und bei Pflanzen. Die betreffenden Organismen haben holozentrische Chromosomen, die nicht über ein punktuell lokalisiertes Kinetochor, sondern über ihre ganze Länge mit der Teilungsspindel verbunden sind. Damit einher geht ein vom Normalfall teils erheblich abweichendes Verhalten der Chromosomen.

## Nicht-zufällige Segregation und Transmission
Im Normalfall werden homologe Chromosomen bei den meiotischen Teilungen zufällig dem einen oder dem anderen Tochterkern zugeteilt (zufällige Segregation), und es ist daher zufällig, welche homologen Chromosomen, also auch welche homologen Gene, in welchen Kombinationen an die Nachkommen weitergegeben werden (zufällige Transmission). Es sind jedoch viele Fälle bei ganz verschiedenen Organismen bekannt, in denen diese Vorgänge nicht zufällig ablaufen. Die meisten von ihnen werden unter dem Stichwort Meiotic Drive zusammengefasst. Ein Sonderfall ist die Hybridogenese beim Teichfrosch und bei einigen Fischarten.
Da bei der weiblichen Meiose nur einer der vier Tochterkerne überlebt, resultiert hier aus einer nicht-zufälligen Segregation auch eine nicht-zufällige Transmission. Das Verhalten der Chromosomen bei der Meiose wirkt sich also darauf aus, welche Gene an potentielle Nachkommen weitergegeben werden. Beispiele dafür wurden bei vielen Lebewesen entdeckt und beschrieben, vor allem bei Pflanzen und bei Insekten, aber auch bei Säugetieren (einschließlich des Menschen) und bei Vögeln. Wie häufig derartige Nicht-Zufälligkeiten sind, ist kaum abzuschätzen, denn man findet sie nur durch gezielte Untersuchung von Einzelfällen. Aufgrund der weiten taxonomischen Streuung der bekannten Beispiele ist aber davon auszugehen, dass die Voraussetzungen dafür allgemein gegeben sind.
Bei der männlichen Meiose werden grundsätzlich alle vier Tochterkerne weitergegeben. Bekannte Gegenbeispiele sind die Gallmücken und die Trauermücken, bei deren Spermatogenese nur zwei Spermien bzw. ein Spermium entsteht und diese Spermien nur die Chromosomen mütterlicher (maternaler) Herkunft enthalten, während die paternalen Chromosomen komplett eliminiert werden (siehe Gallmücken#Genetik und Trauermücken#Genetik). Sehr häufig ist im männlichen Geschlecht eine nicht-zufällige Transmission homologer Chromosomen, die nicht auf einer nicht-zufälligen Segregation bei der Meiose beruht, sondern erst nach der Meiose zum Tragen kommt, indem diejenigen Gameten, die das betreffende Chromosom nicht enthalten, in ihrer Entwicklung gestört sind (siehe Meiotic Drive, Stichwort „genischer Drive“).

## Stillstand der weiblichen Meiose
Die Prophase I, bei der die Paarung homologer Chromosomen und das Crossing-over stattfinden, dauert im Vergleich zur mitotischen Prophase ungewöhnlich lang. Bei den meisten Tieren und auch beim Menschen ist sie darüber hinaus speziell im weiblichen Geschlecht noch weitaus stärker verzögert, weil sie – teils mehrfach – in einem bestimmten Stadium angehalten wird.
Bei Säugetieren (und so auch beim Menschen) beginnt die weibliche Meiose zumeist schon in einem frühen Entwicklungsstadium der Eierstöcke (beim Menschen kurz nach der Geburt). Sie wird dann jedoch schon in der Prophase I angehalten, und zwar im Diplotän. (Dieses Ruhestadium wird auch als Diktyotän bezeichnet.) Erst nach der Geschlechtsreife wird die Meiose jeweils in derjenigen Oocyte (Eimutterzelle) fortgesetzt, die anschließend beim Eisprung als Eizelle in den Eileiter gelangt und dort befruchtet werden kann. In der Metaphase II kommt es aber erneut zu einem Stillstand, und erst die Befruchtung durch ein Spermium löst die Fortsetzung und den Abschluss der Meiose aus.
Auch bei Amphibien ist die weibliche Meiose im Diplotän unterbrochen. Dabei verdichten sich die Chromosomen und nehmen eine charakteristische „Lampenbürsten“-Gestalt an, indem sich zahlreiche Schleifen bilden. Diese Schleifen zeichnen sich durch eine intensive Genaktivität (Transkription) aus (was ansonsten in der Prophase nicht der Fall ist). In dieser Phase reichern die Oocyten große Mengen an Substanzen an, die dann nach der Befruchtung eine sehr schnelle Entwicklung des Embryos ermöglichen: Durch eine Reihe schnell ablaufender und rasch aufeinanderfolgender Kern- und Zellteilungen können innerhalb von nur acht Stunden etwa 4000 Zellen entstehen.
Dass die Meiose – wie bei den Säugetieren – in der Metaphase anhält und erst durch die Befruchtung wieder aktiviert wird, ist auch im übrigen Tierreich der Normalfall. Das Ruhestadium ist bei Wirbeltieren die Metaphase II, bei Wirbellosen dagegen die Metaphase I. Nur bei Weichtieren und Stachelhäutern (zu denen das beliebte Beispiel des Seeigels gehört) wird die Meiose schon vor der Befruchtung abgeschlossen. Bei allen anderen Wirbellosen findet die Segregation der homologen Chromosomen (mütterlicher und väterlicher Herkunft) also erst nach dem Eindringen des Spermiums statt, und auch bei Wirbeltieren sind infolge des Crossing-overs homologe Chromosomen-Abschnitte zum Teil noch nicht voneinander getrennt.
Im Pflanzenreich wurde etwas Vergleichbares bei einem Knabenkraut (einer Orchidee) beschrieben: Da verharrt die Eizelle im Leptotän, und die Fortsetzung der Meiose wird durch die Bestäubung ausgelöst.